# Hepatitis

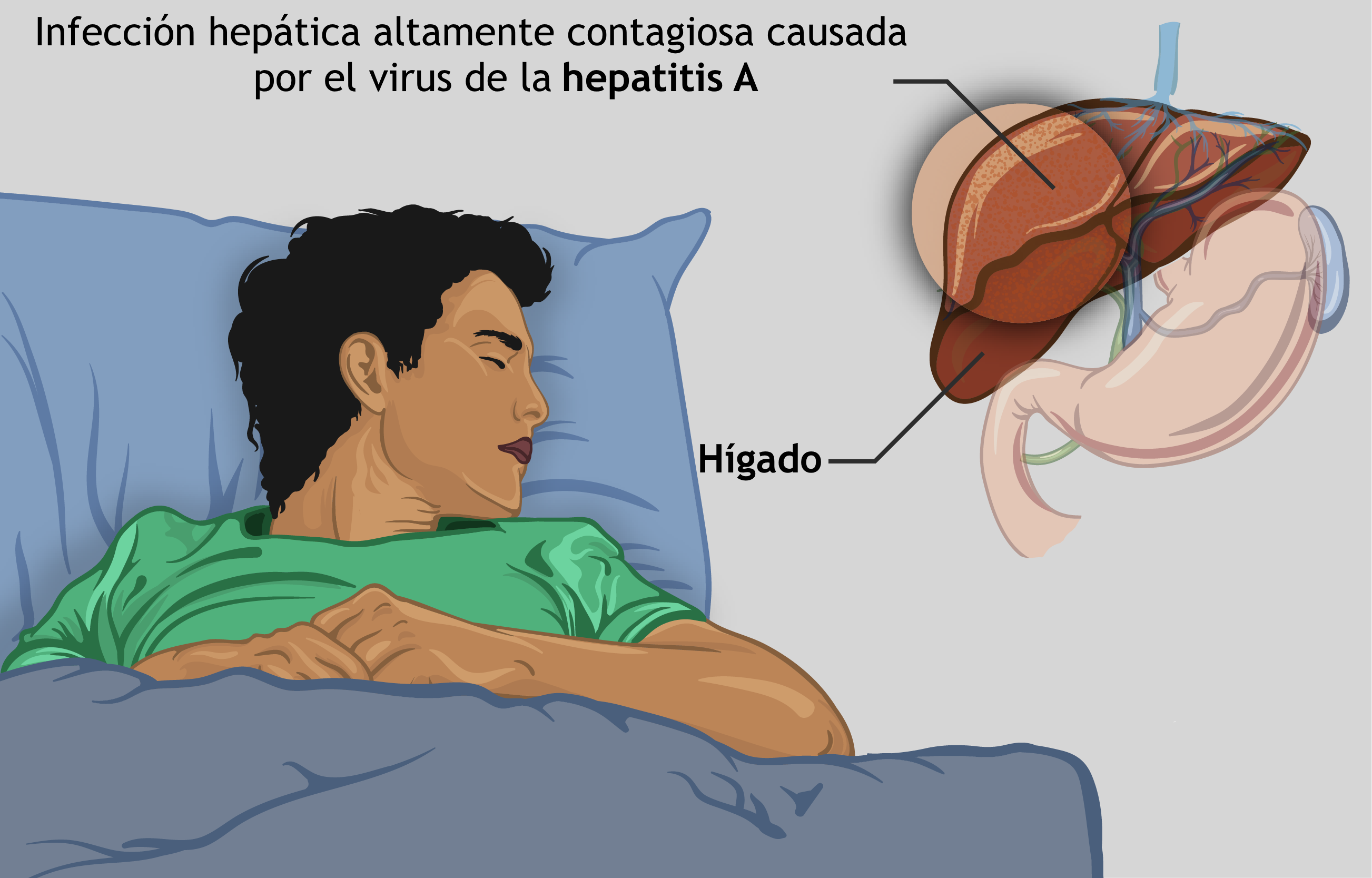
Hepatitis

La hepatitis es una enfermedad inflamatoria que afecta al hígado. Su causa puede ser infecciosa (viral, bacteriana, etc.), inmunitaria (por autoanticuerpos, hepatitis autoinmune) o tóxica (por ejemplo por alcohol, sustancia tóxicas o fármacos). También es considerada, dependiendo de su etiología, una enfermedad de transmisión sexual.
Hay virus específicos para la hepatitis (virus hepatotropos), es decir, aquellos que solo provocan hepatitis. Existen muchos virus: A, B, C, D, E, F y G. Los más importantes son los virus A, B, y C; en menor medida, el D y el E, siendo F y G los últimos descritos y los menos estudiados.
Otros virus no específicos son:
- Virus de Epstein-Barr (EVE): causante de la mononucleosis infecciosa y de amigdalitis.
- Citomegalovirus (CMV): tiene tropismo hepático

## Causas
La hepatitis es una enfermedad de la que se conocen numerosas causas:
- Infecciones por virus, bacterias, parásitos, etc.
- Trastornos de tipo autoinmune.
- Lesiones debidas a la interrupción de la irrigación sanguínea normal del hígado.
- Daños cerebrales
- Presencia en el organismo de determinadas drogas, toxinas, medicamentos, etc.
- Presencia de trastornos de tipo hereditario como fibrosis quística o enfermedad de Wilson.
- Transfusiones de sangre.

### Hepatitis virales

#### Vías de transmisión
- Virus A (HAV) y E (HEV): fecal-oral. La forma de transmisión más frecuente es por el agua contaminada: verduras lavadas con esta agua, mariscos de aguas pantanosas, etc., por lo que la higiene es fundamental para una buena prevención. También lo puede contagiar un familiar o cualquier otra persona infectada por el virus.

- Virus B (HBV), D (HDV). Por vía parenteral: por transfusiones, heridas, jeringas contaminadas; por contacto sexual al estar presente los virus en los distintos fluidos corporales (semen, saliva) o por relaciones sexuales traumáticas con heridas.

- Virus C (HCV); Por vía parenteral, contaminación con sangre infectada, se ha encontrado presencia del virus en algunos fluidos aunque no puede considerarse en cantidad como para producir la trasmisión del virus. El contagio por vía sexual de la hepatitis C es muy poco frecuente; se cree que se transmite por vía parenteral únicamente en aquellos casos en los que haya relaciones sexuales con sangrado y altos niveles de daño en la mucosa ano genital.[3][4] El Centro para el Control y Prevención de Enfermedades (CDC por sus siglas en inglés Centers for Disease Control and Prevention) sí recomienda el uso de condón entre parejas monógamas discordantes (aquellas en las que uno de los miembros es positivo al virus y el otro es negativo).[5] Se cree que el sexo vaginal con penetración implica un nivel de riesgo menor de transmisión en comparación con las prácticas sexuales que implican niveles mayores de traumatismo para la mucosa anogenital (penetración anal, fisting o el uso de juguetes sexuales).[6]

#### Epidemiología

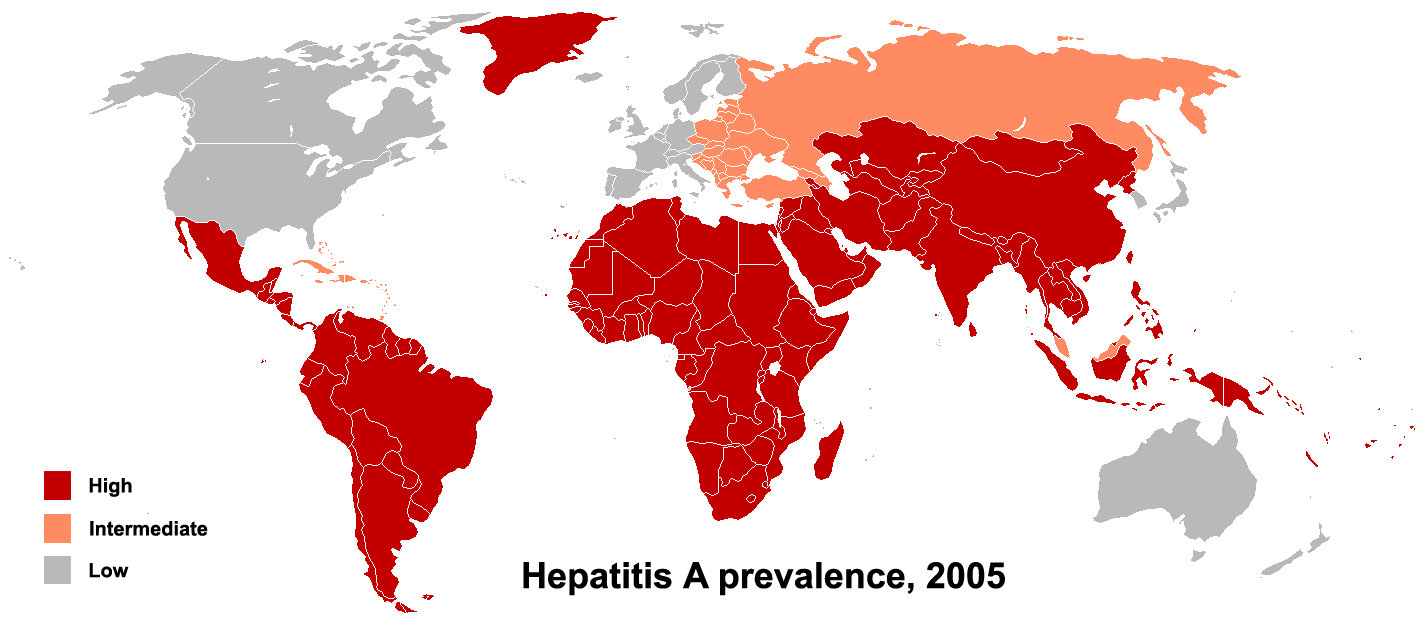
Distribución de la hepatitis A.

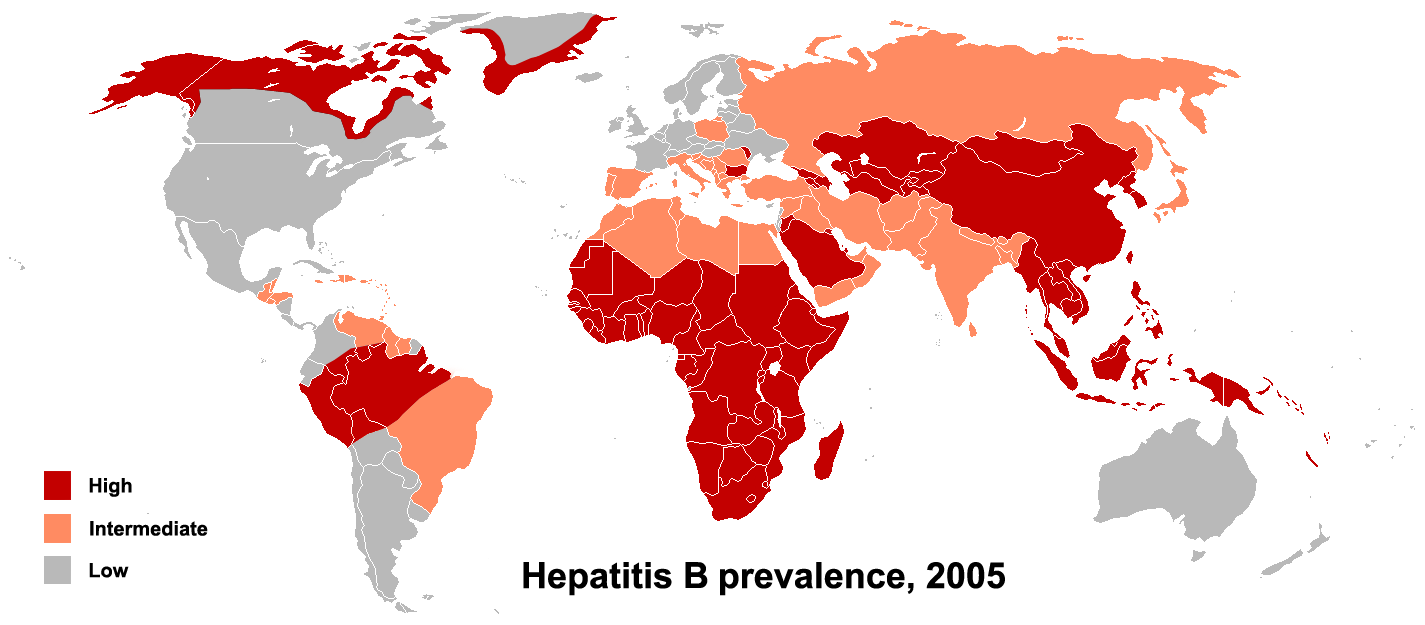
Distribución de la hepatitis B.

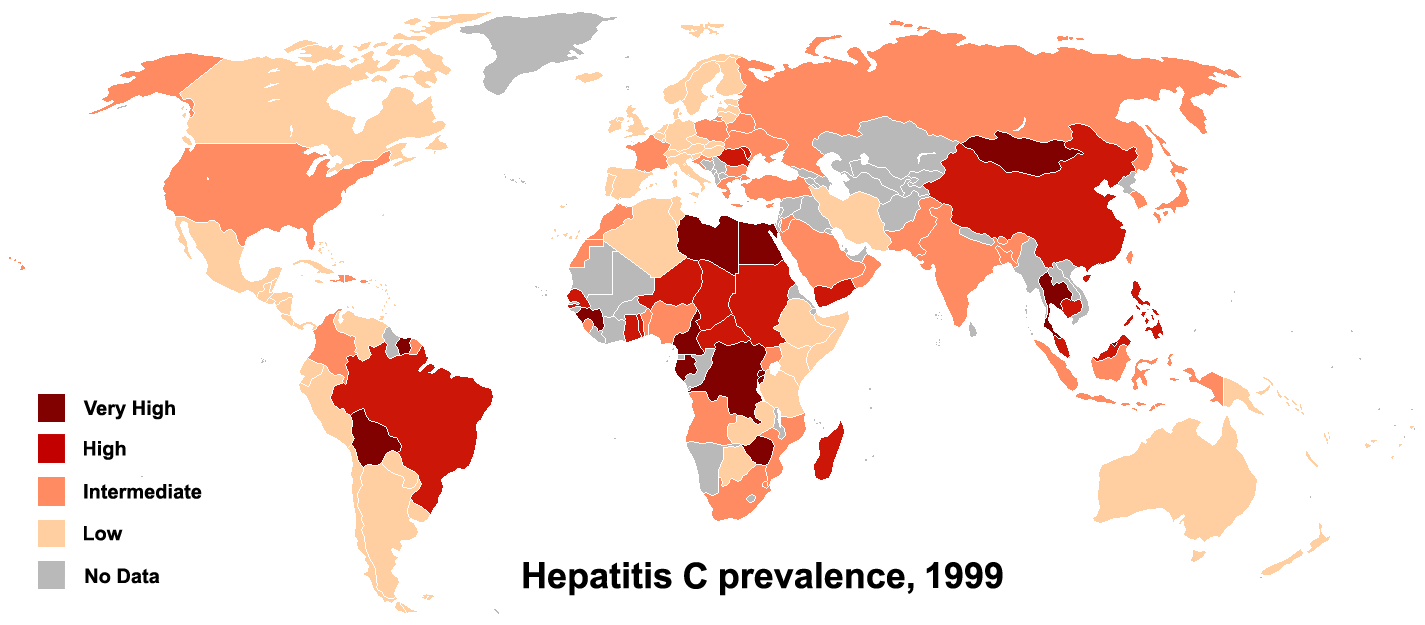
Distribución de la hepatitis C.

- Hepatitis A: es una enfermedad del hígado causada por el virus de la hepatitis A (VHA). Se transmite por el contacto con deposiciones de otro enfermo, por falta de higiene en el hogar o bien el consumo de alimentos contaminados y deficientemente lavados (como verduras regadas con aguas no tratadas o en contacto con vectores, como moscas o cucarachas). Puede afectar a cualquier individuo y tener carácter epidémico en aquellos lugares que no cuenten con tratamiento adecuado de sus aguas servidas. En países más desarrollados la hepatitis A afecta principalmente a casos aislados de individuos, aunque han ocurrido epidemias que han llegado a cubrir grandes áreas en el pasado. Si bien hoy en día existen vacunas que pueden prevenirla, las condiciones de saneamiento ambiental y las normas de higiene al interior del hogar son la forma más eficaz de evitar su desarrollo.
- Hepatitis B: es una enfermedad grave causada por un virus que se transmite por la sangre o por vía sexual desde un enfermo con hepatitis activa o de un portador sano del virus de la hepatitis B (VHB). Puede causar una infección aguda o crónica y así persistir en la sangre, causando cirrosis (cicatrización) del hígado, cáncer del hígado, insuficiencia hepática y la muerte. También existe una vacuna para su prevención.
- Hepatitis C: es una enfermedad del hígado causada por el virus hepatitis C (VHC) que se encuentra en la sangre de las personas que tienen la enfermedad. La infección del VHC también es transmitida mediante el contacto con la sangre de una persona infectada (en etapa de actividad o portación del virus) y también es causa de hepatitis crónica, cirrosis, cáncer de hígado, insuficiencia hepática y muerte.
- Hepatitis D: es un virus defectuoso que necesita el virus de hepatitis B para existir. El virus de la hepatitis D (VHD) se encuentra en la sangre de las personas infectadas con el virus.
- Hepatitis E: es un virus (VHE) que se transmite en forma muy similar al virus de hepatitis A. Se disemina a través de agua contaminada.
- Hepatitis F: de aparición reciente, puede ser el mismo conocido como G.
- Hepatitis G: es el virus más nuevo, se conoce poco. Se cree que se transmite a través de la sangre sobre todo en personas que usan drogas endovenosas, y se supone que con otras enfermedades y tratamientos relacionados con la coagulación.

#### Patogenia
En circunstancias normales, no hay constancia de que ninguno de los virus de la hepatitis sea directamente citopático para los hepatocitos. Los datos disponibles sugieren que las manifestaciones clínicas y la evolución que siguen a la lesión hepática aguda propia de una hepatitis vírica son determinadas por las respuestas inmunitarias del paciente.
Todas las infecciones por virus de la hepatitis tienen un periodo de incubación largo:
- Virus A y E: entre 15 y 30 días.
- Virus B, C y D: puede llegar hasta 3 meses.

#### Hepatitis A (HAV)
Se transmite por vía entérica o fecal-oral (aguas residuales, alimentos o elementos lavados con estas aguas). Produce una enfermedad benigna y autolimitada, con un periodo de incubación de 2 a 6 semanas.
El HAV solo se reproduce en el hígado pero está presente además en bilis, heces y sangre al final del periodo de incubación. Su infecciosidad disminuye rápidamente una vez que la ictericia se hace evidente.
- Durante la fase aguda, hasta 6 meses o incluso más, se detectan anticuerpos anti HAV de tipo IgM (IgM anti-VHA).
- En cambio, en la fase de convalecencia predominan y se detectan anticuerpos anti-HAV de tipo IgG (IgG anti-VHA), que confieren protección frente a la re infección por este virus.

Sus síntomas son diarrea, dolor de estómago, pérdida de apetito, náuseas, cansancio y fiebre.

#### Hepatitis B (VHB)
La hepatitis B es provocada por un virus de ADN que logra replicarse gracias a su ADN polimerasa con actividad adicional como transcriptasa inversa, y se transmite por vía parenteral. Se multiplica en el hígado pero puede estar presente fuera de él.
Sus partículas víricas son:
- HBsAg o Antígeno de Superficie del HBV, que es una proteína de envoltura que se expresa en la superficie del virión. Es producto del gen S, que puede tener varios genotipos.

- HBcAg o Antígeno Central (CORE) del HBV. Se expresa en la superficie de la nucleocápside y es codificado por el gen C en su región central. No lo encontramos en suero porque carece de péptido señalizador para hacerse soluble.

- HBeAg o Antígeno E del HBV, que es una proteína soluble de la nucleocápside. Es también producto del gen C, pero esta vez es codificado desde su región precentral. El gen es el mismo que en el HBcAg pero la región en la que se inicia la transcripción es distinta, ya que el gen posee dos codones de iniciación. Dependiendo de por cual se empiece se producirá una u otra proteína. El HBeAg puede encontrarse en suero porque tras su síntesis se asocia a un péptido señalizador que lo fija al retículo endoplásmico liso.

Tras la infección por el HBV el primer marcador que se encuentra en suero es el HBsAg, que se eleva antes de que la infección tenga expresión clínica (ictericia y otros síntomas) y disminuye y desaparece al cabo de 1 o 2 meses de la aparición de la ictericia, al tiempo que aumenta el anticuerpo contra el antígeno S (anti-HBs), que persiste indefinidamente y protege frente a la reinfección por el HBV.
Durante el intervalo en el que HBsAg está disminuyendo y el anti-HBs está aumentando, puede que las serologías den negativas por no alcanzar los umbrales necesarios para la detección. Este período se denomina “ventana ciega” y para no incurrir en un falso negativo podemos ayudarnos con la detección en suero del anticuerpo contra el HBcAg (IgM-antiHBc), que se eleva tras 1 o 2 semanas desde la aparición de HBsAg. Hay que tener en cuenta que no podemos encontrar en suero el propio antígeno HBcAg por carecer de péptido de señalización para hacerse soluble y estar por tanto integrado en la nucleocápside viral.
Hay que reseñar que gracias a la sensibilidad de las nuevas técnicas la ventana ciega se ha disminuido considerablemente.
El anti-HBc puede persistir en sangre más que el anti-HBs, una detección que solo muestra el anti-HBc como positivo no implica una replicación activa del virus, siendo lo más frecuente que sea un signo de una infección antigua por el HBV.
Para determinar si la infección es aguda o crónica se debe determinar el tipo de Ig del anticuerpo:
- Aguda: la que los presenta de tipo IgM (IgM anti-HBc).
- Crónica: la que los presenta de tipo IgG (IgG anti-HBs)

En cuanto al tercer marcador serológico, el HBeAg, aparece al mismo tiempo o poco después del HBsAg y cuando la actividad replicativa del virus es máxima. Disminuye poco después del aumento de actividad de las aminotransferasas y antes de que desaparezca HBsAg. Tras su desaparición comienzan a detectarse los anticuerpos anti HBeAg (anti-HBe).
La capacidad del paciente de dar una respuesta a la infección es la que produce el daño sobre el hígado. Hay personas que no se defienden bien del virus, no producen niveles efectivos de anticuerpos y mantienen los antígenos S como positivos durante mucho tiempo con transaminasas normales y casi sin sintomatología. Si albergan virus completos y no solo HBsAg, estos individuos son portadores asintomáticos capaces de contagiar la infección a otra persona.
Menos de un 5% de las hepatitis agudas por virus B llegan a cronificar.
La persona infectada con VHB puede sentirse como si tuviera gripe o no tener ningún síntoma. Con un análisis de sangre se puede saber si una persona tiene el virus. La VHB suele mejorar espontáneamente al cabo de algunos meses. Si no mejora, se denomina hepatitis B crónica, y dura toda la vida. La VHB crónica conduce a la cicatrización del hígado, insuficiencia hepática o cáncer de hígado.

#### Hepatitis C (HCV)
Es un virus de RNA que se trasmite por vía parenteral. Expresa el antígeno HCAg (con mayúscula. No confundir con el HBcAg o antígeno core del virus B). Puede cronificar en aproximadamente el 80% de los casos.
Se ha demostrado la existencia de anticuerpos neutralizadores del HCV pero suelen ser de duración breve y no se ha comprobado que la infección por el HCV induzca inmunidad duradera frente a la reinfección. Estos anticuerpos se elevan durante la fase aguda y se detectan antes o después, dependiendo de la técnica empleada.
Para detectar el HCV se utiliza la detección del RNA del HCV por PCR. Detecta la presencia del RNA del virus C a pocos días de haber sufrido la exposición y mucho antes de que aumenten los niveles de anticuerpos anti-HCV.

#### Hepatitis D (HDV)
No es un virus sino, un virusoide, (un tipo de virus satélite similar a un viroide que a diferencia de los virus no poseen proteínas ni lípidos, están formados por una cadena de ARN circular que no codifica proteínas). Se transmite por vía parenteral. Está totalmente ligado al HBV, de manera que ha aprendido a "esconderse" introduciendo su ARN circular dentro del Ag de superficie del HBV consiguiendo afectar de esta manera a los hepatocitos. Si HBV es negativo, HDV será también negativo. Por el contrario, si HBV resulta positivo, puede o no haber infección por HDV. Al depender por completo del HBV la duración de la infección por el virus D está completamente determinada por la del virus B, no pudiendo sobrepasarla.
Su nucleocápside expresa el antígeno D (HDAg), que es difícil de encontrar en suero. El anticuerpo neutralizador del HDAg se eleva de 30 a 40 días tras la aparición de los síntomas.
Pueden darse dos tipos de infección junto al HBV:
- Coinfección: si tanto los marcadores del HBV como los anticuerpos anti-HDV son positivos y de fase aguda, es decir, anticuerpos de tipo IgM para cada uno de los virus. Es decir, se adquiere la infección por ambos virus al mismo tiempo. La coinfección evoluciona a cronicidad en un 5% de los casos.
- Sobreinfección: si los marcadores del HBV son positivos pero con anticuerpos de tipo IgG y los anticuerpos contra el HDV son positivos y de tipo IgM. Es decir, se adquiere la infección de HDV cuando ya se estaba infectado por al HBV. La sobreinfección evoluciona a cronicidad en un 80% de los casos.

#### Hepatitis E (HEV)
Es una infección producida por virus con RNA lineal y con trasmisión entérica (oral-fecal). Es una infección aguda que no cronifica. Se presenta en brotes epidémicos y es endémico en regiones de Asia, Oriente medio, norte de África y América Central. Actualmente existen evidencia de que es una zoonosis (se puede trasmitir de los animales a las personas). Su reservorio principal es el cerdo. Es una hepatitis mortal únicamente en mujeres embarazadas.
Se transmiten al igual que los HAV por vía enteral. Se detectan anticuerpos tipo IgM e IgG anti-HEV pero disminuyen muy rápido tras la infección aguda. No disponemos en clínica de marcadores serológicos. Como los HAV, nunca cronifican.
Diagnóstico de examen.
- Detección de IgM anti –VHE e IgG anti- VHE respectivamente mediante la reacción de polimerasa, invertasa transferasa.
- Por exclusión de la hepatitis A, B, C y D agudas.

#### Hepatitis G (HGV)
El virus de hepatitis G es un virus RNA de la familia flavivirus con una homología aminoacídica de 29% con el virus de hepatitis C. El virus G se transmite por vía parenteral, en forma similar a los virus de hepatitis B y C. Se diagnostica mediante la detección del RNA viral en suero. A pesar de su nombre, no hay clara evidencia de que este virus cause enfermedad hepática. Es posible que sea un agente asociado infrecuentemente a hepatitis aguda post-transfusional leve. No se ha demostrado asociación con hepatitis crónica, cirrosis hepática ni carcinoma hepatocelular.

### Hepatitis inducida por medicamentos
- Paracetamol: es hepatotóxico cuando se lo ingiere en cantidades importantes que saturan su metabolismo por el citocromo P450 (10-15 g al día, o consumo por más de cuatro días continuos). Estas cantidades a partir de las que se produce toxicidad son menores en pacientes con hepatopatías e ingesta de alcohol, por lo que deben extremarse precauciones.

- Por mecanismo de hipersensibilidad:

Isoniacida: que se utiliza para el tratamiento de la tuberculosis.
α-metil-dopa, que es un fármaco hipotensor.
Antifolínicos: metotrexato.
Antibióticos: ampicilina, eritromicina.
Estrógenos: provoca colestasis.
Halotano, que es un fármaco anestésico.
Anfotericina B, antifúngico de amplio espectro que se metaboliza en hígado.
Por tanto, ante un paciente con hepatitis aguda habrá que hacer una detallada historia de la ingesta de fármacos.

### Hepatitis por toxinas
Entre los tóxicos se encuentran:
- Amanita phalloides, que es muy hepatotóxica, pudiendo causar necrosis masiva y fallo hepático.
- Tetracloruro de carbono, cloroformo, tricloroetileno y todos los organoclorados producen esteatohepatitis.
- Cilindrospermopsina, una toxina de la cianobacteria 'Cylindrospermopsis raciborskii' y otras bacterias del mismo género.
- Fosfatos blancos, toxina industrial también usada en la guerra química.

### Hepatitis de causa autoinmune
Anormalidad en el HLA tipo I de la superficie de los hepatocitos,  o alteración en el sistema inmune post infecciones virales, pueden provocar una reacción autoinmune del tipo celular en contra del tejido hepático.
Las personas con hepatitis autoinmune con frecuencia padecen otras enfermedades autoinmunes asociadas, principalmente la enfermedad celíaca (que suele cursar con síntomas digestivos leves, intermitentes o incluso completamente ausentes), la diabetes tipo 1, la tiroiditis de Hashimoto y la enfermedad inflamatoria intestinal, entre otras.

### Enfermedades metabólicos
Algunas alteraciones metabólicas pueden provocar daño por acumulación de sustancias a nivel de los diversos tejidos del organismo, entre ellos, el hígado. La hemocromatosis y la enfermedad de Wilson se caracterizan por provocar hepatitis.

### Obstructiva
La obstrucción prolongada por cálculos, cáncer o parásitos (fasciola hepática) puede provocar daño e inflamación a nivel del hígado.

### Hepatitis alcohólica
Producido por la ingesta de alcohol. Resulta en el daño directo debido al estrés oxidativo a nivel de los hepatocitos. Su pronóstico es variable, yendo desde casos autolimitados hasta situaciones más severas.

### Hepatitis isquémica
La hepatitis isquémica es causada por la disminución en el flujo sanguíneo hacia los hepatocitos. Usualmente es debido a la disminución en la presión sanguínea (shock) conocido también como shock hepático. Los pacientes con hepatitis isquémicas generalmente se encuentran en mal estado debido a la causa subyacente al shock (que puede ser de origen hepático, sangrado masivo o falla del corazón). Raramente, la hepatitis isquémica puede ser causada por problemas locales en los vasos sanguíneos (tales como trombosis o estenosis de la arteria hepática, la cual es la responsable de la llegada de los nutrientes al tejido hepático). En el perfil hepático se puede observar un aumento transitorio (hasta 10 días de duración) de las GOT y GPT, las cuales exceden los 1000 U/L. Es raro que exista insuficiencia hepática crónica secundaria a hepatitis isquémica.

### Déficit de 1-alfa-antitripsina
En algunos casos, la deficiencia de alfa-1 antitripsina provoca acumulación de proteínas en el retículo endoplasmático provocando daño inflamatorio a nivel de los hepatocitos.

### Esteatohepatitis no alcohólica
Hepatitis introducida en nuestro organismo, en la cual no interviene el consumo de alcohol.

## Cuadro Clínico
Primera semana (periodo preictérico de síntomas prodrómicos). Este cuadro se presenta durante los primeros 5-6 días de la infección y en los que el paciente no suele estar diagnosticado:
- Síndrome General: astenia, anorexia y falta de concentración. Artralgias, mialgias, cefaleas, fotofobia,
- Febrícula o no. A veces puede desencadenar fiebre de 39 °C con escalofríos.
- Síntomas Digestivos o no por distensión de la cápsula de Glisson que origina dispepsia. Náuseas, vómitos.
- Síntomas Respiratorios: faringitis, tos y coriza.

A los 5-7 días:
- Ictericia.
- Síntomas de colestasis como coluria (orina oscura), acolia e hipocolia, heces teñidas o decoloradas, ictericia o subictericia en la conjuntiva, prurito.
- El depósito de anticuerpos puede causar vasculitis como púrpura.
- Crioglobulinemia en hepatitis por el virus C.

Hepatitis anictérica: un 1% de los casos es una hepatitis anictérica que no presenta ictericia y debe diagnosticarse por la sintomatología inespecífica de anorexia y astenia junto con las pruebas complementarias.
Algunas hepatitis agudas pueden cronificarse, algunas menos frecuentemente pueden producir un Fallo Hepático Agudo o Masivo y otras evolucionan hacia la curación.
Fallo hepático agudo: en el que ocurren varios eventos. Uno de ellos es la disminución en la producción de albúmina y otras proteínas, lo que da lugar a una hipoalbuminemia, aunque se dé con más frecuencia en hepatitis crónicas y cirrosis.
Si aumenta la bilirrubina hasta cifras superiores a 3 mg (siendo lo normal 1 mg), los canalículos biliares se cerrarán y el drenaje se verá dificultado dando lugar a una hepatitis aguda colostática. Si la bilirrubina aumenta hasta 10-12 mg la ictericia será evidente.
Debido a la necrosis todos los pigmentos del hígado saldrán a sangre. También tendremos una alteración en la coagulación con un tiempo de protrombina alargado debido al déficit en la síntesis de los factores de coagulación.
Aparecen signos de encefalopatía hepática con inversión del ritmo del sueño (duerme de día y no por la noche), signos sutiles de pérdida de memoria, desorientación, temblor aleteante de fases distales o flapping tremor, que puede desencadenarse en un paciente espontáneamente con una maniobra de hiperextensión. También da lugar a dismetrías, en el que el paciente está aparentemente normal pero le fallan los sistemas de coordinación. Se demuestra pidiendo al paciente que dibuje una estrella, obteniendo un dibujo amorfo como resultado.

## Diagnóstico
- Historia Clínica con sintomatología y detalle de la historia de ingesta de fármacos.

- Analítica: se produce un aumento de 10 a 20 veces de los niveles séricos de las transaminasas, que alcanzan valores que oscilan entre los 300 y los 1000, debido a la rotura de los hepatocitos con salida al exterior de su contenido. ↑TGO y ↑TGP. También se detecta un aumento de bilirrubina total, por incremento tanto de bilirrubina indirecta o no conjugada como de bilirrubina directa o conjugada, siendo el de esta última mayor.

Se incrementa también la fosfatasa alcalina por la colestasis por obstrucción biliar, aumenta la γ-glutamil-transpeptidasa (GGTP).
Las transaminasas nos dan una idea del alcance de la necrosis hepática, y por tanto de la hepatitis, mientras que otros parámetros señalan el estado de la función hepática.
Marcadores bioquímicos específicos: como la medida de la carga viral o de los anticuerpos generados por el organismo frente a ellos. Se detallarán en el estudio individual de cada tipo de virus.

## Tratamiento
El tratamiento principal es sintomático mientras que el específico dependerá de la causa subyacente. Es así como en las hepatitis virales agudas se utilizará medidas de soporte e hidratación, reservándose el uso de antivirales, hasta el momento se disponía casi exclusivamente de interferón y ribavirina, actualmente (desde el año 2011) existen ya aprobados inhibidores de polimerasa y proteasa para casos por Virus hepatitis C (principalmente por el gran porcentaje de pacientes que evolucionan a hepatitis crónica) mientras que en otros casos como por ejemplo, en la intoxicación por paracetamol se utiliza N-acetilcisteína.
En el caso de la hepatitis crónica que lleva a insuficiencia hepática, solamente se tratarán las complicaciones secundarias a ésta (hemorragia digestiva alta, ascitis, infecciones, etc.).

## Prevención
Hepatitis B es una vacuna con tecnología recombinante y, por lo tanto, inactivada (dosis de 10 µg por dosis en edad pediátrica). Debe aplicarse al nacimiento, idealmente en las primeras 12 horas de vida extrauterina, más 3° dosis en la vacuna hexavalente y una 5.ª dosis en el refuerzo de hexavalente a los 18 meses; todas aplicadas en la cara anterolateral del muslo (músculo vasto externo).